# SC-21
La SC-21 es una autovía urbana que le da el acceso al aeropuerto de Santiago de Compostela. Conecta con la A-54 y el acceso al aeropuerto de Santiago de Compostela. Consta 1,2 kilómetros de longitud y la velocidad limita a 100 km/h.
Se había duplicado de la antigua carretera local LC-250 en el año 2005, para ampliarse la capacidad por el aumento del tráfico entre la autovía A-54 y el acceso al aeropuerto de Santiago de Compostela.
Las características de esta autovía urbana tiene 2 carriles por sentido, todo el trayecto es recto y paralelo sin enlaces (rotonda a rotonda). Cuenta con 2 rotondas, una inicial con la conexión a la A-54 y la carretera AC-250 y otra final con la avenida de San Marcos (antiguo tramo de la carretera nacional N-634) y el acceso al aeropuerto de Santiago de Compostela.

## Tramos
| Denominación | Tramo | Kilómetros | Año servicio                                                      |
| ------------ | --- | ---------- | ----------------------------------------------------------------- |
| SC-21        | A-54 AC-250 (San Payo) - aeropuerto (Lavacolla) Tramo original: A-54 AC-250 (San Payo) - aeropuerto (Lavacolla) Glorieta acceso al aeropuerto Glorieta de la A-54 Tramo ampliado: A-54 AC-250 (San Payo) - aeropuerto (Lavacolla) | 1,2 - 1,2  | 1 carril por sentido: 1953 1967 1999 2 carriles por sentido: 2005 |

## Trazado
| Velocidad | Esquema | Salida | Sentido Aeropuerto Santiago de Compostela                                                    | Carriles | Sentido San Payo (A-54) | Carretera | Notas |
| --------- | ------- | ------ | -------------------------------------------------------------------------------------------- | -------- | --- | --------- | ----- |
|           |         |        | Comienzo de la Autovía de Aeropuerto de Santiago de Compostela SC-21 Procede de: AC-250 A-54 |          | Fin de la Autovía de Aeropuerto de Santiago de Compostela SC-21 Incorporación final: AC-250 A-54 Dirección final: AC-250 Sigüeiro E-1 AP-9 N-550 La Coruña A-54 Santiago de Compostela A-54 Oviedo Lugo |           |       |
|           |         | 0      |                                                                                              |          | Oviedo - Lugo | A-54      |       |
|           |         |        | Sin enlaces                                                                                  |          | Sin enlaces |           |       |
|           |         |        | San Payo aeropuerto Santiago de Compostela Lavacolla Boqueijón centro postal                 |          | Inicio de la Autovía SC-21 |           |       |